# Всемирная история (издание)
Всеми́рная исто́рия — 13-томный советский курс всемирной истории. Издавался в Москве в течение 1955—1983 годов, был подготовлен рядом институтов АН СССР (Институтом истории, Институтом этнографии, Институтом востоковедения, Институтом истории материальной культуры, Институтом китаеведения, Институтом славяноведения, институтом Африки, институтом народов Азии и др.). Главные редакторы — академики АН СССР Е. Жуков, С. Тихвинский.
Проект был задуман ещё в конце 1920-х.
Первоначально издание планировалось 10-томным, но затем его объём был расширен: издано ещё 3 дополнительных тома, посвящённые новейшей истории после 1945 года. Почти каждый том делится на несколько частей (по территориальному принципу) и в целом охватывает исторический процесс на территории всех основных регионов мира.
1-й и 2-й тома (1955—1956) хронологически занимали период от первоначальной истории до конца V века н.э., 3-й том (1957) — VI-XV века, 4-й том (1958) — XVI-1-я половина XVII века, 5-й том (1958) — 2-я половина XVII — конец XVIII века, 6 том (1959) — 1789—1870 годы, 7 том (1960) — 1871—1917 годы, 8-й том (1961) — 1917—1923, 9 том (1962) — 1924—1939 год, 10-й том (1965) — 1939—1945, 11-й том (1977) — 1945—1949, 12-й том (1979) — 1950—1960 годы, 13-й том (1983) — 1961—1970.
«Всемирная история» была переведена и издана в ряде зарубежных стран: Венгрии, ГДР, Греции, Польше, Чехословакии, Японии.